# 모리와키 히로시
모리와키 히로시(일본어: 森脇 浩司, 1960년 8월 6일 ~ )는 일본의 전 프로 야구 선수이자 야구 지도자, 야구 해설가·평론가이다.

## 인물

### 선수 시절
1978년 드래프트 2순위로 긴테쓰 버펄로스에 입단, 1984년에 가토 히데지, 오하라 데쓰야와의 2대 2 맞트레이드를 통해 후쿠이 야스오와 함께 히로시마 도요 카프에 이적했다. 그 후 1987년 시즌 도중에 나가타 도시노리와 함께 니시야마 슈지(+현금)와의 맞트레이드로 난카이 호크스로 이적했다.
당시 난카이의 유격수 포지션을 놓고 오가와 히로시, 나카오 아키오, 유가미다니 히로시, 사카구치 지센 등 엇비슷한 타입의 선수들 몇몇이 주전 경쟁을 벌이고 있었다. 그 일로 인해서 유격수와 2루수에 더해 가가와 노부유키의 전용 성적이 썩 좋지 못했던 3루에서 수비를 하는 등 안정된 수비력을 선보여 유틸리티 플레이어로 활약했다. 1990년경부터는 후지모토 히로시, 유가미다니, 오가와와 더불어 4명이서(우연찮게도 4명 모두 이름이 ‘ひろし’(히로시)였다) 종종 내야를 지키는 일이 가끔 있었다. 1994년에 마쓰나가 히로미의 입단에 의해 출장 기회가 줄어 들면서 1996년 시즌 끝으로 현역에서 은퇴했다.
이목구비가 뚜렷한 단정한 얼굴 생김새로, 히로시마 2군 시절부터 일부에서 인기가 매우 높았다. ‘야구계의 구사카리 마사오’라고 불렸는가 하면 만화가 마시바 히로미는 본인 작품의 등장 인물에게 ‘森脇浩司’(모리와키 히로시)라는 이름을 붙이기도 했다. 현역 시절의 응원 구호 중에는 ‘모리와키, 모리와키, 멋있는 남자!’라는 것도 있었다. 후쿠오카 소프트뱅크 호크스의 감독 대행을 맡았던 시기에 언론에 노출되는 기회가 늘었던 것을 계기로 다시금 그의 마스크가 주목을 끌고 있다.

### 그 후
1997년부터는 후쿠오카 다이에 호크스의 내야 수비 주루 코치(1997년 ~ 1999년은 2군 코치, 2000년 ~ 2002년, 2005년 ~ 2006년은 1군 내야 수비 주루 코치(2006년은 수석 코치 겸임), 2003년 ~ 2004년은 2군 감독 겸 내야 수비 주루 코치)를 역임했다. 펑고 훈련의 기술을 갖췄는데 어느 TV 프로그램의 코너에서 “여기(통상적인 오른쪽 타석)서 공을 쳐서 3루 선상의 페어 타구를 세 번 바운드 시켜서 외야 펜스에 걸린 모 회사 광고의 ‘×’글씨를 맞추세요”라고 주문을 받은 모리와키는 뛰어난 펑고 훈련의 솜씨를 선보여 매우 쉽게 요청받은 것을 그대로 명중시켰다.
2006년 시즌 개막을 앞두고 감독인 오 사다하루가 월드 베이스볼 클래식 대표팀 감독을 맡아 잠시 팀을 비운 사이에 감독 대행으로서 시범 경기의 지휘를 맡았고 7월 6일부터는 오 사다하루 감독이 위암 수술을 받고 휴양 생활로 인해 소프트뱅크의 감독 대행을 맡았다. 리그 우승을 놓친 것에 대해 “유감스럽다”, “죄의식도 느낀다”라고 말했다. 어디까지나 직함은 감독 대행(수석 코치) 겸 내야 수비 주루 코치였기 때문에 오 사다하루 감독이 휴양 생활에 들어간 뒤에도 공격 시에는 3루 베이스 코치석에 서서 경기를 지휘했다. 난카이 호크스 선수였던 적도 있기에 모리와키가 심판에게 항의하고 있을 때 등에는 난카이 시절의 히팅 행진곡 등이 연주됐다.
아키야마 고지의 종합 코치로 취임함에 따라 2007년과 2008년에는 내야 수비 주루 코치에만 전념했다. 2009년에는 감독으로 승격한 아키야마의 지휘 하에서 수석 코치 겸 내야 수비 주루 코치를 맡았지만 11월 24일에 ‘조직의 활성화’를 이유로 오이시 다이지로와 교체되는 형태로 해임되었다. 추계 스프링 캠프에서도 지도하고 있었고 아키야마 감독과도 다음 시즌에 관한 이야기도 나누고 있던 중에 해임된 것에 대해서 모리와키는 “이번 사례는 자신 쪽에서 마지막이 되기를 바란다”라고 말했다.
2010년부터는 J SPORTS, NHK 후쿠오카 방송국, RF라디오닛폰의 야구 해설자를 맡아 2월 8일부터 소프트뱅크의 편성 어드바이저로 계약을 맺었다. 2011년에는 요미우리 자이언츠의 2군 내야 수비 주루 코치로 부임했지만 1년 만에 퇴단했다.
2012년부터는 오릭스 버펄로스의 야수 수석 코치 겸 내야 수비 주루 코치를 맡았고 팀의 최하위가 확정된 이후인 9월 25일엔 오카다 아키노부 감독이 성적 부진으로 물러난 것에 의해 같은 날부터 10월 8일의 최종전까지 감독 대행으로서 9경기의 지휘를 맡아 7승 2패의 성적을 남겼다.

#### 오릭스 감독
2012년 10월 8일, 오릭스의 새 감독으로 취임했다는 발표가 나왔는데 2군 감독 및 1군 감독 대행으로서 지휘를 맡았던 적은 있지만 정식으로 1군 감독을 맡기는 이번이 처음이었다. 이 날 소프트뱅크와의 2012년 시즌 최종전(야후 돔) 후에 감독 취임 기자회견을 열었다.
기자회견 자리에서 모리와키는 다음과 같이 말하면서 자신의 포부를 이렇게 밝혔다.

분한 마음을 두 번 다시 맛보고 싶지 않다. 그리고 무엇보다 팬 여러분들께 다시는 그런 기분을 겪게 해드려서는 안 된다는 마음을 하나로 모아 프로 의식을 지니고 나아가고 싶다.

이듬해 2013년 7월 28일 사이타마 세이부 라이온스전에서 이대호의 헛스윙 삼진을 둘러싸고 항의를 벌이다가 니시모토 긴지 구심에게 폭력을 행사함에 따라 이대호와 함께 퇴장 처분을 받았다(이대호는 모욕 행위). 모리와키로서는 생애 처음 겪는 퇴장 처분이었고 모리와키가 퇴장당한 후 후쿠라 준이치 수석 코치가 감독 대행을 맡았다.

## 인간 관계
- 히로시마 시절의 팀 동료였던 쓰다 쓰네미와는 둘도 없는 친한 친구였다. 쓰다가 뇌종양에 시달리면서 현역 생활을 은퇴하여 만년에 후쿠오카시내의 병원에서 투병 생활을 하게 되자 적극적으로 쓰다의 주변을 돌봐 주었다. 쓰다에게 “내 연봉을 반으로 깎아서라도 네가 현역에 복귀할 수 있도록 구단 측과 흥정을 벌여 보겠다”라고 말했을 정도다. 또한 1993년에 결혼해서 피로연을 베풀었을 때는 사망한 쓰다의 자리도 마련해 촛불 서비스를 벌임으로써 그 자리에 참석했던 가네이시 아키히토, 기요카와 에이지 등 친구들의 눈물을 쏟게 했다.
- 2000년에 방송된 쓰다의 생애를 다룬 드라마 《마지막 스트라이크》에서는 이시구로 겐이 모리와키 역을 맡았다.

## 상세 정보

### 출신 학교
- 효고 현립 야시로 고등학교

### 선수 경력
- 긴테쓰 버펄로스(1979년 ~ 1983년)
- 히로시마 도요 카프(1984년 ~ 1987년)
- 난카이 호크스·후쿠오카 다이에 호크스(1987년 ~ 1996년)

### 지도자·기타 경력
- 후쿠오카 다이에 호크스 2군 내야 수비 주루 코치(1997년 ~ 1999년)
- 후쿠오카 다이에 호크스 1군 내야 수비 주루 코치(2000년 ~ 2002년)
- 후쿠오카 다이에 호크스 2군 감독 겸 내야 수비 주루 코치(2003년 ~ 2004년)
- 후쿠오카 소프트뱅크 호크스 1군 내야 수비 주루 코치(2005년 ~ 2009년)
- 후쿠오카 소프트뱅크 호크스 1군 야수 수석 코치 겸임(2006년, 2009년)
- 후쿠오카 소프트뱅크 호크스 감독 대행(2006년 7월 6일 ~ 2006년 시즌 종료)
- 요미우리 자이언츠 2군 내야 수비 주루 코치(2011년)
- 오릭스 버펄로스 1군 야수 수석 코치 겸 내야 수비 주루 코치(2012년)
- 오릭스 버펄로스 감독(2013년 ~ 2015년)
- 주니치 드래곤스 1군 내야 수비 주루 코치(2017년 ~ 2018년)
- 후쿠오카 공업 대학 야구부 감독(2019년 ~ 2020년)
- 지바 롯데 마린스 1군 수석 코치 겸 내야 수비 코치(2021년 ~ 2022년)

### 등번호
- 31(1979년 ~ 1983년)
- 23(1984년 ~ 1985년)
- 12(1986년 ~ 1987년 시즌 도중)
- 15(1987년 ~ 같은 해 종료)
- 4(1988년 ~ 1996년)
- 79(1997년 ~ 1999년, 2003년 ~ 2004년)
- 82(2000년 ~ 2002년)
- 88(2005년 ~ 2009년, 2012년 ~ 2015년)
- 73(2011년)
- 85(2017년 ~ 2018년)
- 86(2021년 ~ 2022년)

### 연도별 타격 성적
| 연 도       | 소 속         | 경 기 | 타 석 | 타 수 | 득 점 | 안 타 | 2 루 타 | 3 루 타 | 홈 런 | 루 타 | 타 점 | 도 루 | 도 루 자 | 희 생 번 | 희 생 플 | 볼 넷 | 고 4 | 사 구 | 삼 진 | 병 살 타 | 타 율 | 출 루 율 | 장 타 율 | O P S |
| ----------- | ------------- | ----- | ----- | ----- | ----- | ----- | ------- | ------- | ----- | ----- | ----- | ----- | -------- | -------- | -------- | ----- | ---- | ----- | ----- | -------- | ----- | -------- | -------- | ----- |
| 1981년      | 긴테쓰        | 57    | 63    | 57    | 10    | 18    | 4       | 0       | 2     | 28    | 7     | 1     | 0        | 1        | 0        | 4     | 0    | 1     | 9     | 2        | .316  | .371     | .491     | .862  |
| 1982년      | 긴테쓰        | 55    | 168   | 149   | 15    | 31    | 6       | 0       | 2     | 43    | 8     | 3     | 1        | 7        | 1        | 11    | 0    | 0     | 26    | 1        | .208  | .261     | .289     | .549  |
| 1983년      | 긴테쓰        | 23    | 33    | 27    | 4     | 8     | 3       | 0       | 0     | 11    | 4     | 0     | 0        | 1        | 1        | 3     | 0    | 1     | 4     | 1        | .296  | .375     | .407     | .782  |
| 1984년      | 히로시마      | 20    | 11    | 11    | 6     | 3     | 0       | 0       | 0     | 3     | 1     | 2     | 0        | 0        | 0        | 0     | 0    | 0     | 4     | 0        | .273  | .273     | .273     | .545  |
| 1985년      | 히로시마      | 46    | 24    | 21    | 6     | 2     | 0       | 0       | 0     | 2     | 0     | 0     | 1        | 2        | 0        | 1     | 0    | 0     | 5     | 1        | .095  | .136     | .095     | .232  |
| 1986년      | 히로시마      | 6     | 6     | 6     | 0     | 1     | 0       | 0       | 0     | 1     | 0     | 0     | 0        | 0        | 0        | 0     | 0    | 0     | 1     | 0        | .167  | .167     | .167     | .333  |
| 1987년      | 난카이 다이에 | 91    | 198   | 172   | 22    | 35    | 1       | 0       | 3     | 45    | 11    | 3     | 2        | 11       | 1        | 12    | 0    | 2     | 36    | 4        | .203  | .262     | .262     | .524  |
| 1988년      | 난카이 다이에 | 62    | 36    | 32    | 8     | 5     | 0       | 0       | 0     | 5     | 1     | 0     | 1        | 3        | 0        | 1     | 0    | 0     | 7     | 0        | .156  | .182     | .156     | .338  |
| 1989년      | 난카이 다이에 | 98    | 285   | 241   | 34    | 62    | 14      | 5       | 4     | 98    | 17    | 5     | 3        | 12       | 1        | 31    | 2    | 0     | 73    | 4        | .257  | .341     | .407     | .747  |
| 1990년      | 난카이 다이에 | 46    | 111   | 90    | 8     | 20    | 2       | 0       | 1     | 25    | 6     | 0     | 1        | 7        | 2        | 12    | 0    | 0     | 20    | 5        | .222  | .308     | .278     | .585  |
| 1991년      | 난카이 다이에 | 66    | 32    | 28    | 2     | 2     | 1       | 0       | 0     | 3     | 1     | 0     | 0        | 0        | 0        | 4     | 0    | 0     | 3     | 0        | .071  | .188     | .107     | .295  |
| 1992년      | 난카이 다이에 | 77    | 41    | 34    | 9     | 7     | 1       | 1       | 1     | 13    | 4     | 1     | 0        | 4        | 0        | 1     | 0    | 2     | 11    | 0        | .206  | .270     | .382     | .653  |
| 1993년      | 난카이 다이에 | 98    | 188   | 167   | 15    | 35    | 6       | 1       | 1     | 46    | 12    | 1     | 1        | 6        | 0        | 15    | 0    | 0     | 34    | 8        | .210  | .275     | .275     | .550  |
| 1994년      | 난카이 다이에 | 82    | 65    | 54    | 12    | 14    | 7       | 0       | 0     | 21    | 3     | 0     | 2        | 4        | 0        | 7     | 0    | 0     | 10    | 1        | .259  | .344     | .389     | .733  |
| 1995년      | 난카이 다이에 | 16    | 6     | 6     | 1     | 1     | 0       | 0       | 0     | 1     | 0     | 1     | 1        | 0        | 0        | 0     | 0    | 0     | 2     | 1        | .167  | .167     | .167     | .333  |
| 통산 : 15년 | 통산 : 15년   | 843   | 1267  | 1095  | 152   | 244   | 45      | 7       | 14    | 345   | 75    | 17    | 13       | 58       | 6        | 102   | 2    | 6     | 245   | 28       | .223  | .291     | .315     | .606  |

- 1979년, 1980년, 1996년은 1군 출장 없음.
- 난카이(난카이 호크스)는 1989년에 다이에(후쿠오카 다이에 호크스)로 구단명을 변경.

### 감독으로서의 팀 성적
| 연도       | 소속       | 순위       | 경기 | 승리 | 패전 | 무승부 | 승률 | 승차                         | 팀 홈런                      | 팀 타율                      | 팀 평균자책점                | 연령                         |
| ---------- | ---------- | ---------- | ---- | ---- | ---- | ------ | ---- | ---------------------------- | ---------------------------- | ---------------------------- | ---------------------------- | ---------------------------- |
| 2013년     | 오릭스     | 5위        | 144  | 66   | 73   | 5      | .475 | 15                           | 93                           | .256                         | 3.31                         | 53세                         |
| 2014년     | 오릭스     | 2위        | 144  | 80   | 62   | 2      | .563 | 0                            | 110                          | .258                         | 2.89                         | 54세                         |
| 2015년     | 오릭스     | 5위        | 53   | 19   | 34   | 0      | .358 | 31                           | 94                           | .248                         | 3.62                         | 55세                         |
| 통산 : 3년 | 통산 : 3년 | 통산 : 3년 | 341  | 202  | 193  | 11     | .511 | A클래스 : 1회, B클래스 : 2회 | A클래스 : 1회, B클래스 : 2회 | A클래스 : 1회, B클래스 : 2회 | A클래스 : 1회, B클래스 : 2회 | A클래스 : 1회, B클래스 : 2회 |

※1 통산 성적에는 2006년 소프트뱅크(7월 8일부터 시즌 종료 까지)의 감독 대행 55경기(30승 3무 22패 승률 .577) 및 2012년 오릭스(9월 25일부터 시즌 종료 까지)의 감독 대행 9경기(7승 2패 승률 .778)를 포함
※2 2015년은 성적 부진에 대한 책임을 지고 휴양 생활에 들어감, 감독 성적은 휴양 전이던 5월 31일까지에 포함, 감독 대행은 후쿠라 준이치가 맡음.